# Украинцев, Фёдор Ильич
Фёдор Ильи́ч Украи́нцев (17 февраля 1917, село Воронцово-Александровское, Ставропольская губерния, Российская империя — 1986) — советский инженер. Лауреат Государственной премии СССР (за участие в создании импульсного быстрого реактора). Участник Второй мировой войны, артиллерист, капитан.

## Биография
Фёдор Украинцев родился 17 февраля 1917 года в селе Воронцово-Александровском Ставропольской губернии в семье работника кожевенного завода.
После окончания в 1932 году школы-семилетки в Ессентуках из-за тяжёлого материального положения семьи начал работать слесарем на соляно-щелочных ваннах. В 1933 году поступил в электромеханический техникум в городе Орджоникидзе, окончив его в 1937 году с отличием и правом поступления в высшее учебное заведение (по действующему в то время постановлению в счёт так называемых пяти процентов). Из-за нехватки средств в семье отказался в тот год от поступления в вуз и стал работать техником на электростанции «Белый уголь».
В 1938 году поступил в Ленинградский электротехнический институт имени В. И. Ульянова (Ленина) (ЛЭТИ). Окончив три курса, с началом Второй мировой войны на территории СССР добровольно записался в Красную Армию и как студент с незаконченным инженерным образованием был направлен на учёбу в 3-е Ленинградское артиллерийское училище, передислоцированное в Кострому.
После окончания училища в январе 1942 года был направлен переучиваться во 2-е Чкаловское военно-авиационное училище штурманов в Оренбурге. Через два месяца был отозван из авиационного училища и назначен начальником связи дивизиона в гаубичный артиллерийский полк, проходивший подготовку в тылу. На базе этого полка была сформирована 102-я гаубичная артиллерийская бригада резерва главного командования, в июне 1943 года отправленная на фронт в район Курской дуги.
В декабре 1943 года Фёдор Украинцев был назначен командиром батареи. Бригада, относившаяся к резерву главного командования, постоянно перебрасывалась в районы наступательных операций и прорыва обороны противника и действовала на 1-м Белорусском, 1-м Прибалтийском, 2-м Прибалтийском, Ленинградском фронтах.
В ходе операции «Багратион» в Белоруссии Украинцев был награждён орденом Красного Знамени за тяжелых 203 мм гаубиц на прямую наводку и точное разрушение немецких укреплений. За бои на реке Лиелупе в Прибалтике был награждён орденом Красной Звезды. Окончил войну в Кёнигсберге в звании капитана.
После демобилизации в 1946 году продолжил учёбу в ЛЭТИ. В мае 1948 года женился на студентке того же института, Елене. В начале 1949 года окончил институт и получил направление в Лабораторию «В», где принял участие в создании электростатических ускорителей. В 1953 году начал работу по сооружению первого в СССР и Европе быстрого реактора БР-1. Реактор без теплоносителя был пущен в 1955 году, а на его базе была организована лаборатория, которую возглавил Украинцев.
В 1956 году возглавил инженерно-техническую часть по созданию импульсного быстрого реактора ИБР-1, идея которого принадлежала директору Лаборатории «В» Дмитрию Блохинцеву. В связи с переходом Блохинцева из Обнинска в Дубну, строительство ИБР-1 было перенесено в Объединённый институт ядерных исследований (ОИЯИ) в Дубне. Реактор был запущен в 1959 году. В 1971 году его создателями Илье Франку, Дмитрию Блохинцеву, Фёдору Украинцеву и Игорю Бондаренко была присуждена Государственная премия СССР.
В 1960 году Украинцеву было поручено инженерно-техническое руководство конструированием и созданием физического стенда для моделирования быстрых реакторов БФС. В 1968 году был запущен первый стенд для моделирования БФС-1 с циклическим ускорителем электронов — микротроном. В 1970 году запустили стенд для полномасштабного моделирования активных зон — БФС-2. Помимо экспериментального комплекса на БФС, было создано хранилище материалов-образцов для реакторных измерений почти всей таблицы Менделеева. Украинцев стал главным инженером этого комплекса экспериментальных установок. Созданные под его руководством стенды были удостоены диплома первой степени ВДНХ, а сам Украинцев был награждён золотой и серебряной медалями ВДНХ. По результатам этих работ Фёдор Украинцев стал соавтором более чем 30 публикаций, в том числе зарубежных. В ФЭИ работал до 1986 года.
Украинцев был одним из лидеров любительского волейбола в Обнинске, объездил на велосипеде с друзьями все окрестности Обнинска, обустраивал с ними же найденное место для турбазы на Оке, участвовал в организации Дома учёных, постоянно ездил в московские театры. После появления личного автомобиля вместе с Юрием Стависским ездил в дальние путешествия. Документировал и фотографировал места боёв своей фронтовой бригады на Курской дуге, в Белоруссии, Прибалтике.

### Семья
- Отец — Илья Дмитриевич Украинцев, работник кожевенного завода.
- Мать — домохозяйка.
- Сестра — Нина Ильинична Украинцева.
- Жена — Елена.
- Сын — Владимир Фёдорович Украинцев, кандидат физико-математических наук, доцент Обнинского института атомной энергетики.